# Lars Utne
Lars Utne, född 24 november 1862 i Midttun i Utne i Ullesvang, död 8 augusti 1922 i Asker, var en norsk skulptör.

## Biografi

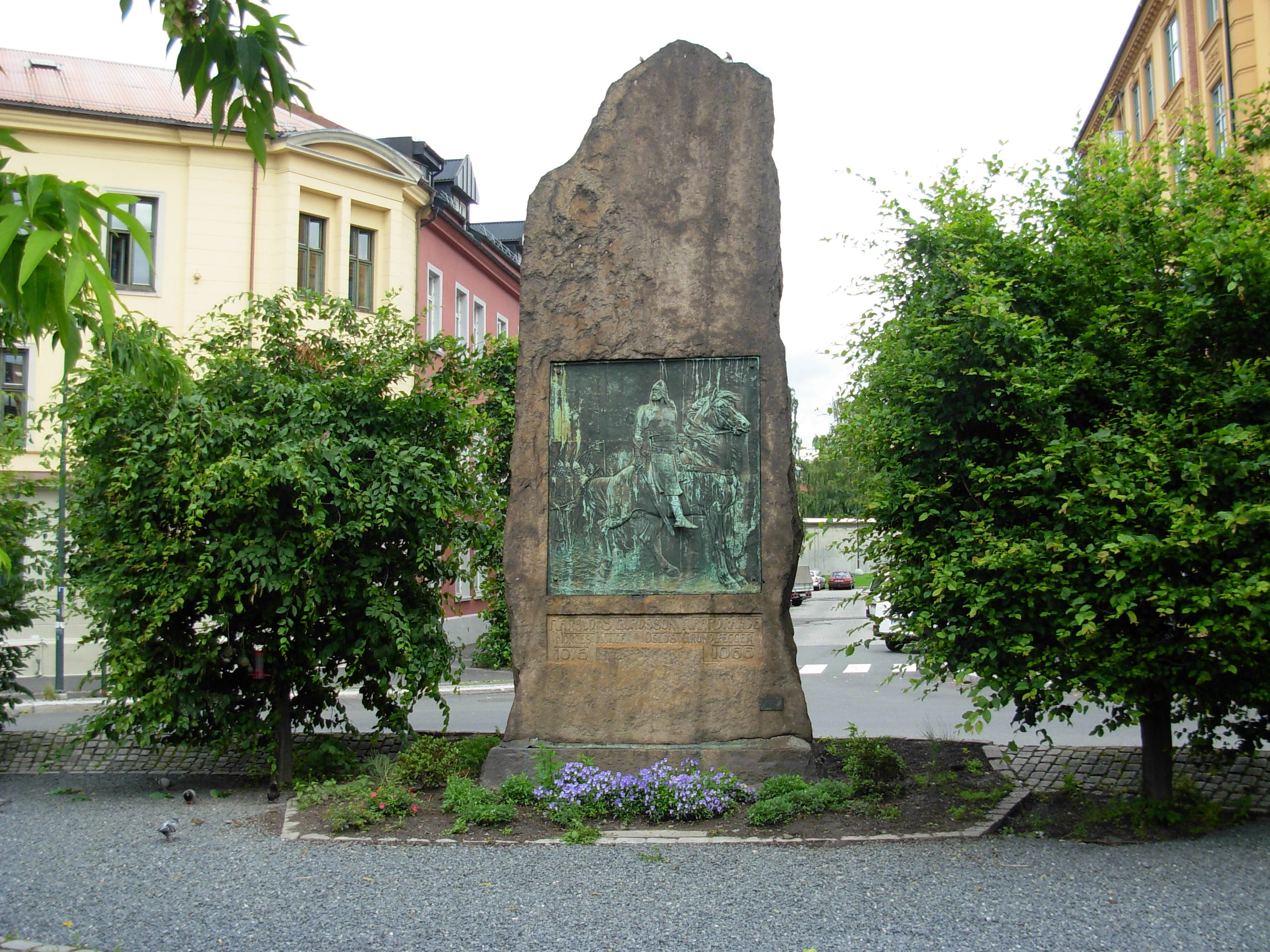
Harald Sigurdssön Haardraade Norges Konge Oslos Grundlægger 1015-1066, stele över Harald Hårdråde på Harald Hårdrådes plass i Oslo 1905, med relief gjord av Lars Utne.

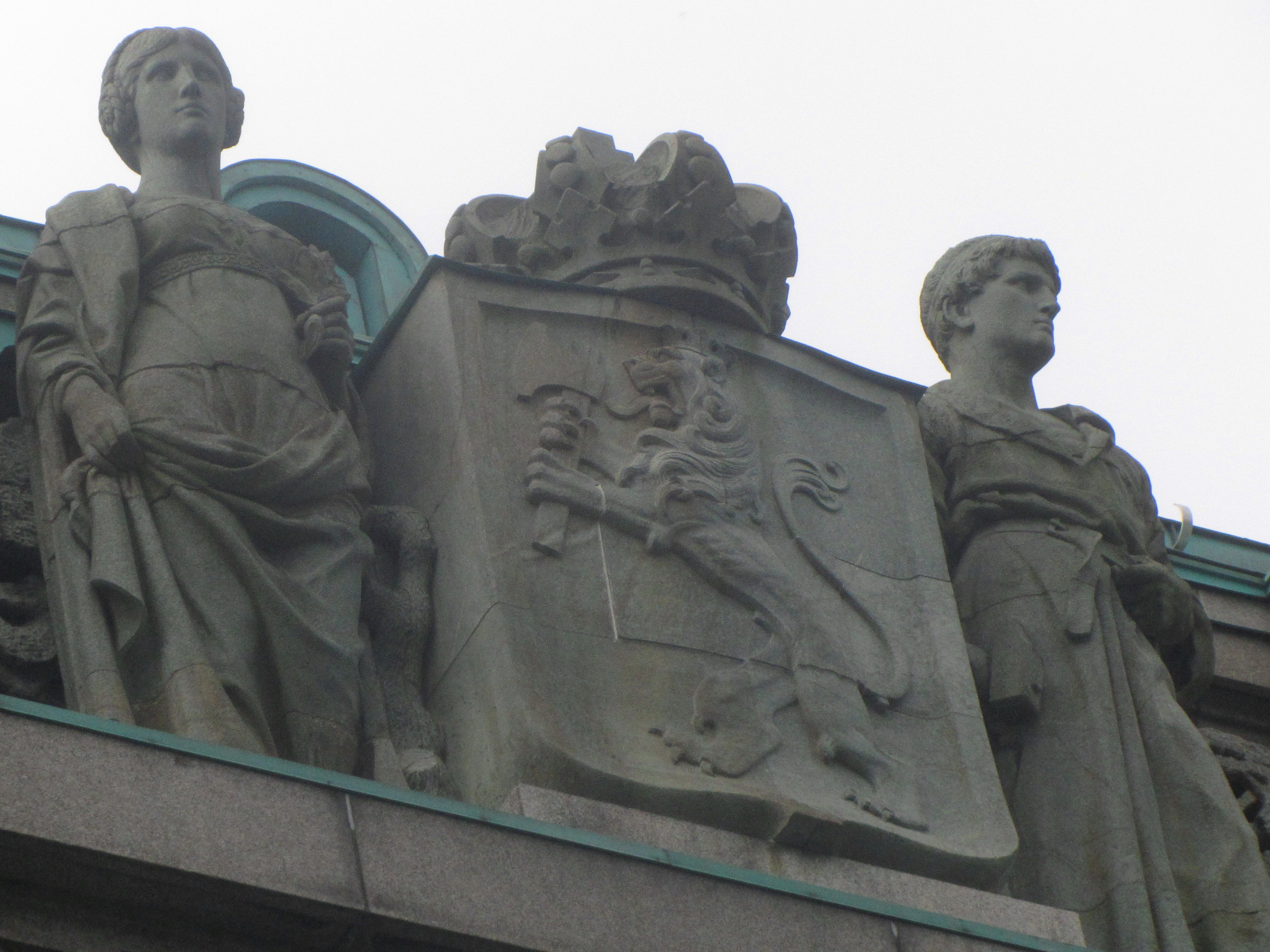
Gruppen Arbeid og fred från 1906 på fasaden till Museet for samtidskunst, tidigare Norges Bank.

Efter att ha gått i lära hos träsnidaren Lars Kinsarvik blev Utne 1880 elev hos Mathias Skeibrok. Han studerade 1882–1883 i Paris och 1877–1888 i Köpenhamn. Utne arbetade därefter fram till 1896 under Otto Lessing i Berlin, där han utförde dekorativa skulpturer för riksdagshuset och det kejserliga slottet i Berlin samt för riksrättsbyggnaden i Leipzig.
I Oslo arbetade han 1896–1899 med Nationaltheatrets utsmyckning, bland annat gavelgruppen Brynhilds død, och med skulpturala detaljer till bland annat Historisk museum, Kunstindustrimuseet, Justisbygningen och Norges Bank. För det senare skapade han de två kolossalfigurerna Arbeid och Fred, cirka 1906. Året innan gjorde han även reliefen på Harald Hårdråde-minnesstenen i Gamlebyen. Som hans främsta arbete brukar den graciösa Gutten med beltet (1915) på Nasjonalgalleriet i Oslo nämnas. Från 1893 undervisade han vid Statens håndverks- og kunstindustriskole.